# Stănculești (Hunyad megye)
Stânculești románul: Stânculești, település Romániában, Erdélyben, Hunyad megyében.

## Fekvése
Felsőbulzesd mellett fekvő település.

## Története
Stănculeşti korábban Felsőbulzesd (Bluzeştii de Sus) része volt. 1956-ban vált külön településsé 301 lakossal.
1966-ban 138, 1977-ben 66, 1992-ben 40, a 2002-es népszámláláskor pedig 35 román lakosa volt.